# مسيرة بيللي لين خلال الهدنة (رواية)
مسيرة بيللي لين خلال الهُدنة هي رواية حرب ساخرة كتبها بن فاونتن، ونشرت في أوائل مايو 2012 عن مطبعة إيكو، وهي دار نشر تابعة لشركة هاربر كولينز. تؤرخ الرواية تجربة مجموعة من قدامى المحاربين في حرب العراق الذين رحب بهم كأبطال بعد مشاركتهم في معركة مكثفة بالأسلحة النارية صورت بالكاميرا.

## ملخص
تدور أحداث القصة خلال يوم واحد، وتركز بشكل أساسي على وجهة نظر الأخصائي بيلي لين وهو يكافح من أجل إعادة التواصل مع عائلته والتغلب على الانفصال الهائل بين واقع الحرب في الداخل والحرب في الخارج عندما ترسل فرقة برافو للمشاركة.

## الموضوعات
تشمل الموضوعات الأساسية للرواية الأخوة، واستغلال الحرب تجاريًا، وما يعنيه حقًا دعم الحرب عندما لا يشعر أغلبية المواطنين الأمريكيين في الداخل بتكاليفها الحقيقية.

## استقبال نقدي
تلقت الرواية مراجعات إيجابية للغاية من النقاد وفازت بالعديد من الجوائز، بما في ذلك جائزة دائرة نقاد الكتاب الوطنية للرواية وجائزة فلاهيرتي دونان للرواية الأولى. وكانت من الكتب المرشحة للقائمة النهائية لجائزة الكتاب الوطني لعام 2012. صدر فيلم مقتبس عن الرواية، أخرجه أنغ لي في نوفمبر 2016.

## فيلم
عرض فيلم مستوحى من الرواية لأول مرة في مهرجان نيويورك السينمائي في 14 أكتوبر 2016، وعرض في دور العرض في الولايات المتحدة في 11 نوفمبر 2016. الفيلم من إخراج أنغ لي، وبطولة جو ألوين بدور البطل.